# أيلولة سلطة

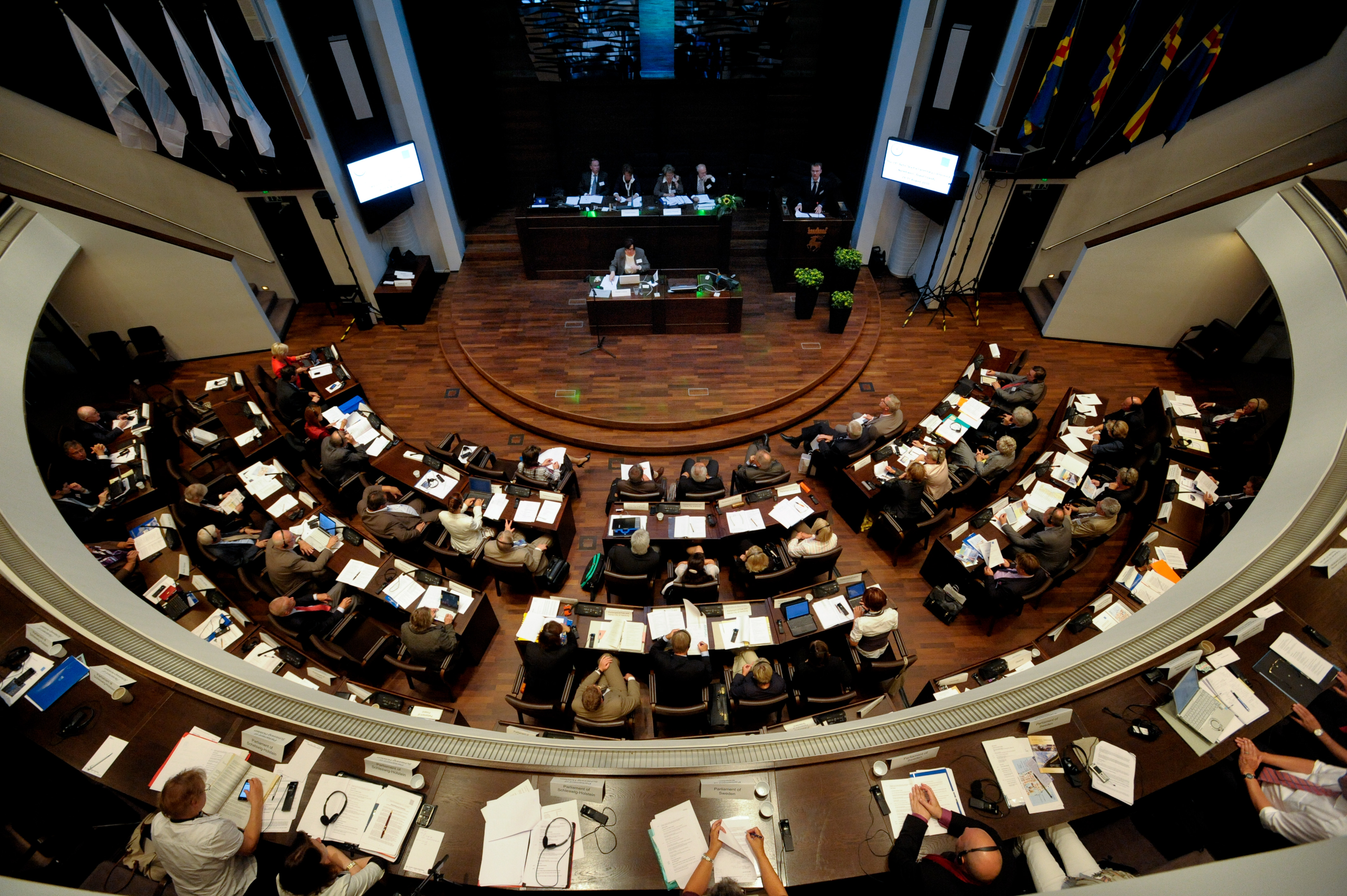
برلمان أولند

الأيلولة أو التفويض هو التفويض القانوني للسلطات من الحكومة المركزية لدولة ذات سيادة للحكم على المستوى الإقليمي أو المحلي. فهو شكل من أشكال اللامركزية الإدارية. تتمتع المناطق التي فُوضت بسلطة إصدار التشريعات ذات الصلة بالمنطقة فبذلك منحها مستوى أعلى من الحكم الذاتي.
يختلف تفويض السلطة عن الفدرالية في أن السلطات المخولة للسلطة قد تكون مؤقتة وقابلة للعكس وتبقى في النهاية مع الحكومة المركزية. وهكذا تظل الدولة بحكم القانون وحدوية. يمكن إلغاء أو تعديل التشريعات المنشئة لمجالس النواب أو التي فوضتها الحكومة المركزية بنفس الطريقة مثل أي قانون. على النقيض من ذلك في الأنظمة الفدرالية يضمن الدستور حكومة الوحدات الفرعية لذلك لا يمكن سحب سلطات الوحدات الفرعية من جانب واحد من قبل الحكومة المركزية (أي ليس بدون عملية التعديل الدستوري). وبذلك تتمتع الوحدات الفرعية بدرجة أقل من الحماية بموجب الأيلولة عنها في ظل الفدرالية.